# Adolf Born
Adolf Born (České Velenice, 12 de junio de 1930-Praga, 22 de mayo de 2016) fue un pintor, dibujante, ilustrador, animador, caricaturista y diseñador de vestuario checo.  

## Trayectoria
Nació en České Velenice, al sur de Bohemia. Entre 1949 y 1955 estudió artes plásticas en la Facultad de Pedagogía de la Universidad Carolina de Praga. Desde los años 1960 sus obras han sido exhibidas en todo el mundo y recibió varios premios, entre ellos el Gran Prix de la Exposición universal de caricatura en Montreal en 1964. 
En 1962 se casó y dos años después nació su hija Erika. 
Su trabajo se centra sobre todo en la obra gráfica, la técnica del grabado a punta seca, el aguafuerte y la litografía. En su obra aparecen animales extraños, figuras atípicas, hombres con sombreros de copa, damas con escotes profundos y motivos exóticos. Entre sus obras más famosas destacan las ilustraciones de libros para niños del autor Miloš Macourek (Mach y Šebestová, La mona Žofka). Ilustró El náufrago del Cynthia, de Julio Verne; Los tres mosqueteros, de Alejandro Dumas, etc. 
Fue el diseñador de vestuario y decoración de una de las interpretaciones de la ópera El diablo y Catalina, de Antonín Dvořák, representada en el Teatro Nacional de Praga. 
En total ilustró 220 libros y realizó 70 películas de dibujos animados. Publicó cinco libros de caricaturas y obras gráficas. Organizó más de 70 exposiciones individuales y participó en numerosas exposiciones colectivas, tanto en la República Checa como en varios países del mundo.
En los años 1960 colaboró en la primera versión de la película de dibujos animados Hobbit, de J. R. R. Tolkien, una película de unos doce minutos que fue rechazada por los productores. 
El asteroide (17806) Adolfborn fue llamado así en su honor.